# Ornimegalonyx
Ornimegalonyx är ett släkte med fåglar i familjen ugglor inom ordningen ugglefåglar. Det omfattar två arter som båda är utdöda och tidigare förekom i Västindien:
- Jättemarkuggla (Ornimegalonyx oteroi)
- Mindre markuggla (Ornimegalonyx ewingi)